# Paraphasma conspersum
Paraphasma conspersum är en insektsart som beskrevs av Ludwig Redtenbacher 1906. Paraphasma conspersum ingår i släktet Paraphasma och familjen Pseudophasmatidae. Inga underarter finns listade i Catalogue of Life.